# Египетски пирамиди
Египетските пирамиди  са архитектурни структури, изградени в Древен Египет от каменни блокове. Техниката на транспортиране на блоковете и изграждането на пирамидите е предмет на дискусии.
Открити са 138 египетски пирамиди към 2008 г. Повечето от тях са построени като гробници на фараоните и техните съпруги по време на Старото царство и Средното царство.
Най-ранните известни египетски пирамиди са открити в Сакара, селище северозападно от Мемфис. Най-стара от тях е пирамидата на Джосер (строена от 2630 до 2611 г. пр. Хр.) по време на Третата династия. Тази пирамида и околният комплекс са дело на архитекта Имхотеп и се считат общо взето за най-старите монументални структури от облицован камък. Пирамида от гръцки означава планина, огън които се виждат. Названието на оригинален кеметски език е неизвестно.
Най-прочути са пирамидите от некропола в Гиза, в покрайнините на Кайро. Няколко от тях са сред най-големите сгради, строени някога. Най-голямата от тях е Хеопсовата пирамида в Гиза.

## История
След 2600 г. пр. Хр. в Египет са построени много пирамиди. В строителството им участват десетки хиляди работници. Огромните им размери и съотношението между отделните елементи навеждат на мисълта, че те са съобразявани с математическите и астрономическите познания на египтяните. Пирамидите са свидетелство за почитта към боговете, но същевременно чрез тях фараоните оставят в историята траен знак за своето съществуване и могъщество.
Най-известни от египетските пирамиди са трите пирамиди на Хеопс, Хефрен и Микерин. Те са разположени в права линия. Архитект и главен надзирател на строежа е Хемон, роднина на Хуфу. Пирамидите се намират на западния бряг на Нил, в Мемфиския некропол. Древните египтяни вярват, че това е земята на смъртта, защото на запад залязва Слънцето. Техните домове са се издигали на източния бряг на реката.
Най-голяма е пирамидата на Хеопс (с височина 147 m и дължина на всяка от четирите страни 230,4 m), която е почти изцяло запазена. Липсват мраморната облицовка и върхът ѝ. Външната облицовка на пирамидата е открадната и вероятно използвана в строежи в Кайро. Пирамидата на Хефрен е по-малка, а тази на Микерин Менкаур е съвсем скромна. От трите пирамиди само тази на Хефрен все още има частично запазена оригинална мраморна облицовка. Пирамидите са построени от големи каменни блокове, тежащи средно по около 2 тона. Счита се, че Хеопсовата пирамида е построена за 20 години и строежът ѝ е завършен през 2580 г. пр. Хр.
Султанът Ал Азис Осман (1171 – 1198) решил да събори пирамидите в Гиза. Той започнал с Микерин Менкаур, но се отказал след 8 месеца, тъй като задачата е била непосилна.

## Съвременни изследвания
През 80-те години на XX век изследователят Робърт Баувал излиза с предположението, че пирамидите са подравнени със звездите. Той посочва, че има прилики между оформлението на трите пирамиди в комплекса Гиза и относителното разделение между трите звезди от Пояса на Орион в съзвездието Орион. Днес идеята се приема като маргинална, тъй като няма физически доказателства за умишлено подравняване на пирамидите с това конкретно съзвездие.